# Peter Düben
Peter Düben, född juli 1633 i Stockholm, död april 1694 i Stockholm, var en svensk musikant, diskantist och kompositör.
Düben, som var son till Anders Düben den äldre, är framför allt känd som kompositör till ett antal hovdanser. År 1657 var han musikant vid kungliga hovkapellet. År 1658 övergick han till armén och blev regementskvartermästare vid överste plantings regemente. 1677 ryttmästare i Skånska kriget. Peter Düben blev stamfar för den adliga ätten von Düben.
Düben gifte sig 27 mars 1660 med Regina Wolff (1641-1691). Reginas föräldrar var drottnings Christinas köksmästare Evald Wolff och Regina Cammerath.